# Timation

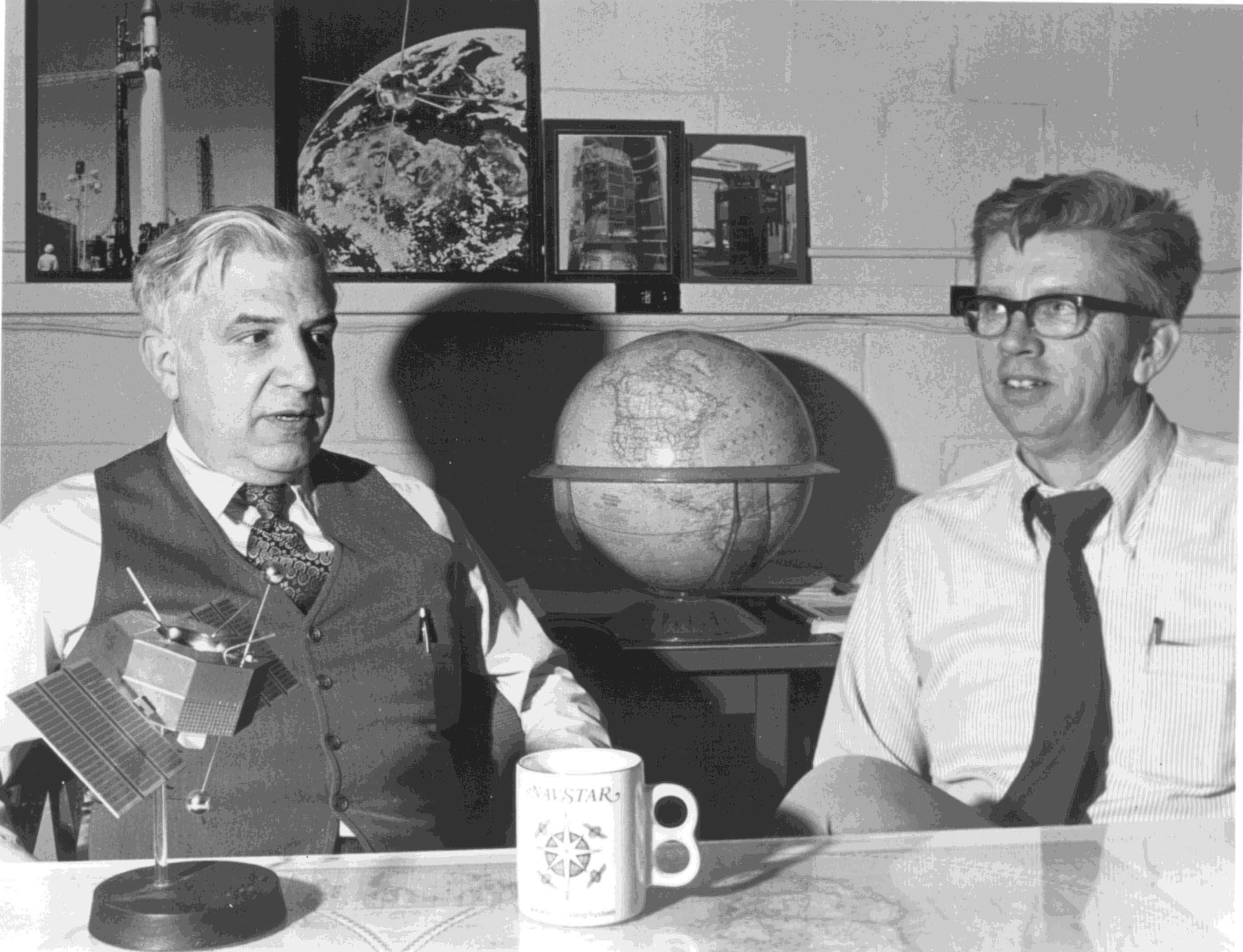
Die Manager des Naval Research Laboratory für das Zeitmessungsprogramm und später für das GPS-Programm: Roger L. Easton (links) und Al Bartholemew

Timation war ein Navigationssatelliten-Programm des United States Naval Research Laboratory.
Die vier Satelliten wurden von 1967 bis 1977 gestartet. Sie sendeten ein genaues Zeitsignal, das am Boden für Navigationszwecke ausgewertet wurde. Timation (später Navigation Technology Satellite genannt) diente der Erprobung der GPS-Technologie, welche nicht mehr auf dem Dopplereffekt basierte.
| Satellit   | Start (UTC)               | Startplatz    | Trägerrakete        | NSSDC ID  |
| ---------- | ------------------------- | ------------- | ------------------- | --------- |
| Timation 1 | 31. Mai 1967, 09:30       | VAFB, SLC 2-W | Thor Agena D SLV-2  | 1967-053E |
| Timation 2 | 30. September 1969, 13:40 | VAFB, SLC 1-W | Thor Agena D SLV-2G | 1969-082B |
| NTS-1      | 14. Juli 1974, 05:17      | VAFB, SLC 3-W | Atlas F/PTS 69F     | 1974-054A |
| NTS-2      | 23. Juni 1977, 09:16      | VAFB, SLC 3-W | Atlas F 65F / SGS-1 | 1977-053A |